# Otto Zimmer

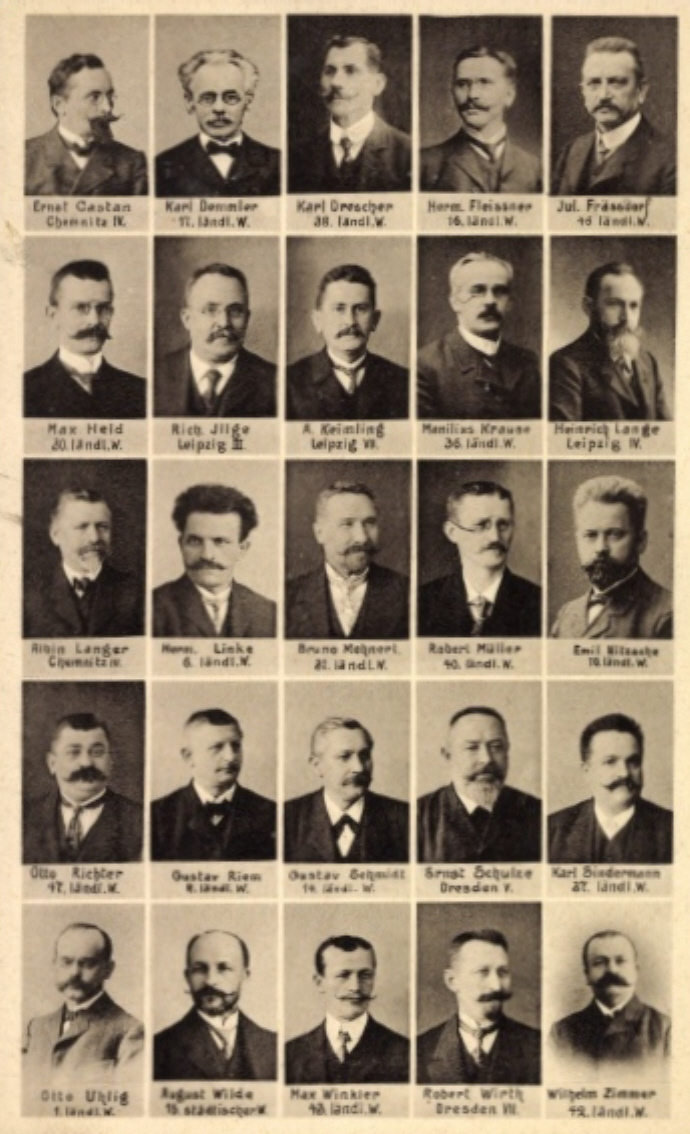
Otto Zimmer (untere Reihe, rechts) und die anderen Mitglieder der sozialdemokratischen Fraktion des sächsischen Landtags, 1909

Otto Paul Wilhelm Zimmer (* 16. Oktober 1866 in Breslau; † 9. Februar 1940 in Johanngeorgenstadt) war ein deutscher Politiker der SPD. Er war Mitglied des Sächsischen Landtags und der Sächsischen Volkskammer.
Der Sohn des Böttchermeisters August Zimmer († 1870) in Breslau heiratet 1891 Amalie Therese Vogel (1867–1944), Tochter eines Buchbinders aus dem erzgebirgischen Johanngeorgenstadt. In der neuen Heimat ließ er sich als Handschuhmacher in der Schwarzenberger Straße 1 B nieder. Von 1904 bis 1930 war er Geschäftsführer des Konsumvereins von Johanngeorgenstadt. Als Vertreter des 42. bäuerlichen Wahlkreises war er von 1909 bis 1918 Abgeordneter in Sächsischen Landtag. Bei der Wahl zur Sächsischen Volkskammer am 2. Februar 1919 konnte er für 3. Wahlkreis wieder ein Abgeordnetenmandat erringen. Von 1912 bis 1918 war er zusätzlich Stadtverordneter von Johanngeorgenstadt.